# Актуария
Актуа́рия — это редкий тип римской галеры. Она предназначалась для разведки, службы в качестве авизо, снабжения, и парадных выездов (применялись специально отделанные актуарии).
Актуария была небольшим высокобортным судном. Таран-трезубец имел декоративное значение. Акростоль, как правило, выполнялся в виде завитка раковины.
Характерной особенностью и важным преимуществом актуарии было разнесение вёсел по группам и их отдельное размещение. Они крепились на отдельных балконах — кринолинах, расположенных на разных уровнях и обеспечивали высокую маневренность и возможность независимой работы. Актуария оснащалась двумя рулевыми вёслами, а иногда съёмной мачтой, крепившийся к акростолю и нёсшей парус-артемон.
Имела ряд весел (максимум 30, то есть по 15 с каждого борта) и паруса. На корпусе имелись плоские кили, чтобы актуария могла сесть на мель без повреждений, несла носовые и кормовые рули, дабы причаливать носом или кормой. Актуария могла подойти к любому пляжу, разгрузиться и снова отойти без разворота. Поэтому она хорошо подходила для перевозки лошадей и припасов.
Предполагается, что актуария была 21 м в длину и 6,50 м в ширину. Осадка должна быть небольшой (примерно 0,80-0,90 м). Большинство актуарий не были вооружены. Некоторые корабли, использовавшиеся военачальником Германиком в 16-м году, имели надстройки (понты), на которых можно было управлять легкими метательными орудиями.